# Efeito falcão-ganso

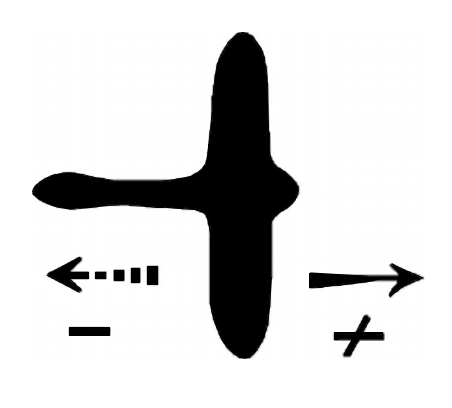

Em etologia cognitiva, o efeito falcão-ganso refere-se a um comportamento observado em filhotes de algumas aves quando outra ave voa acima deles. Se a ave em voo é um ganso, o filhote não mostra nenhuma reação. Mas se a ave em voo sobre o ninho é um falcão, o filhote se inclina para reduzir o perigo. Inicialmente pensado como um instinto inato desenvolvido a partir da seleção natural, mais tarde mostrou ser cultural. Foi observado pela primeira vez por Konrad Lorenz e Niko Tinbergen.